# Nätskölding
Nätskölding (Pluteus phlebophorus) är en svampart som beskrevs av Cooke . Nätskölding ingår i släktet Pluteus och familjen Pluteaceae.  Arten är reproducerande i Sverige. Inga underarter finns listade i Catalogue of Life.

## Externa länkar

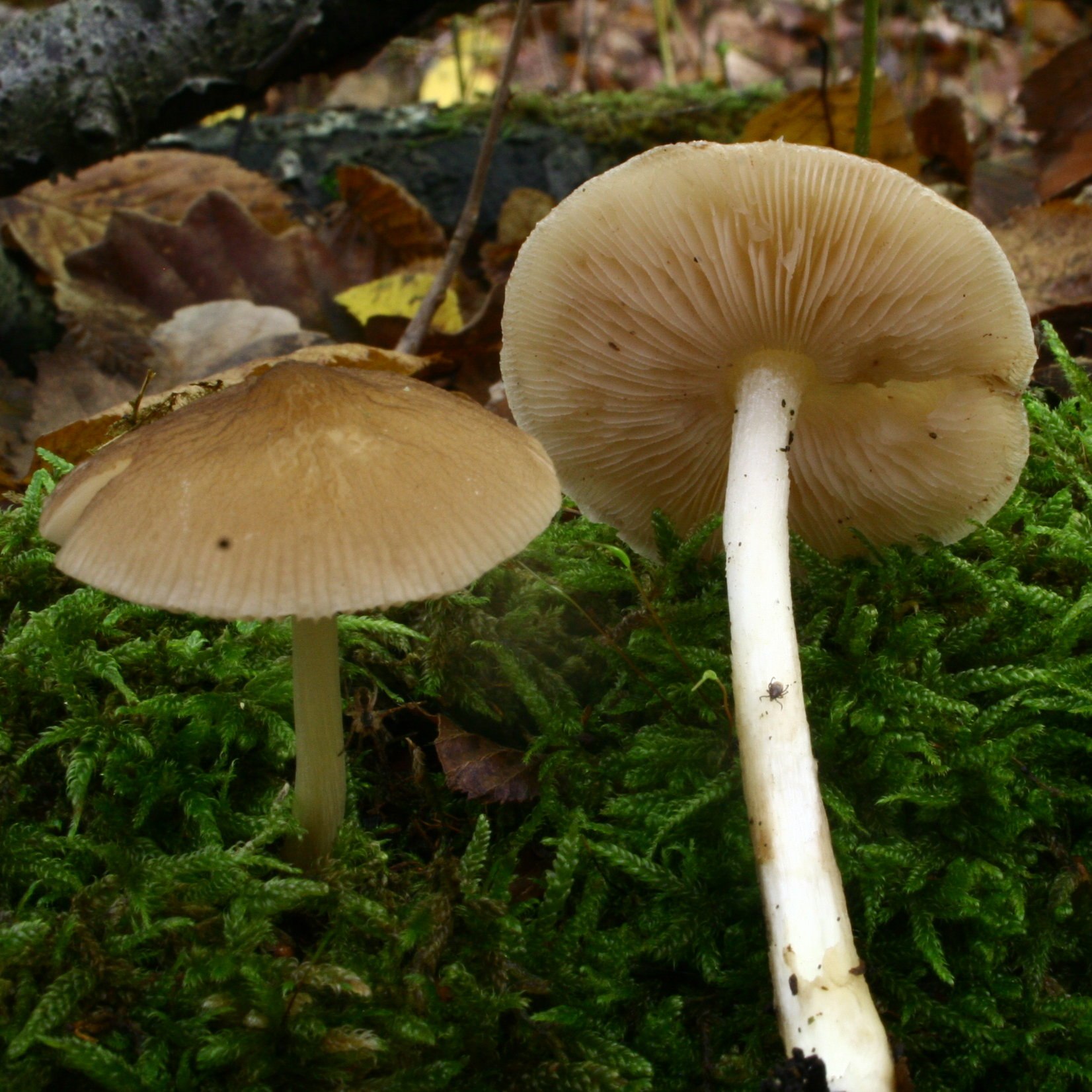
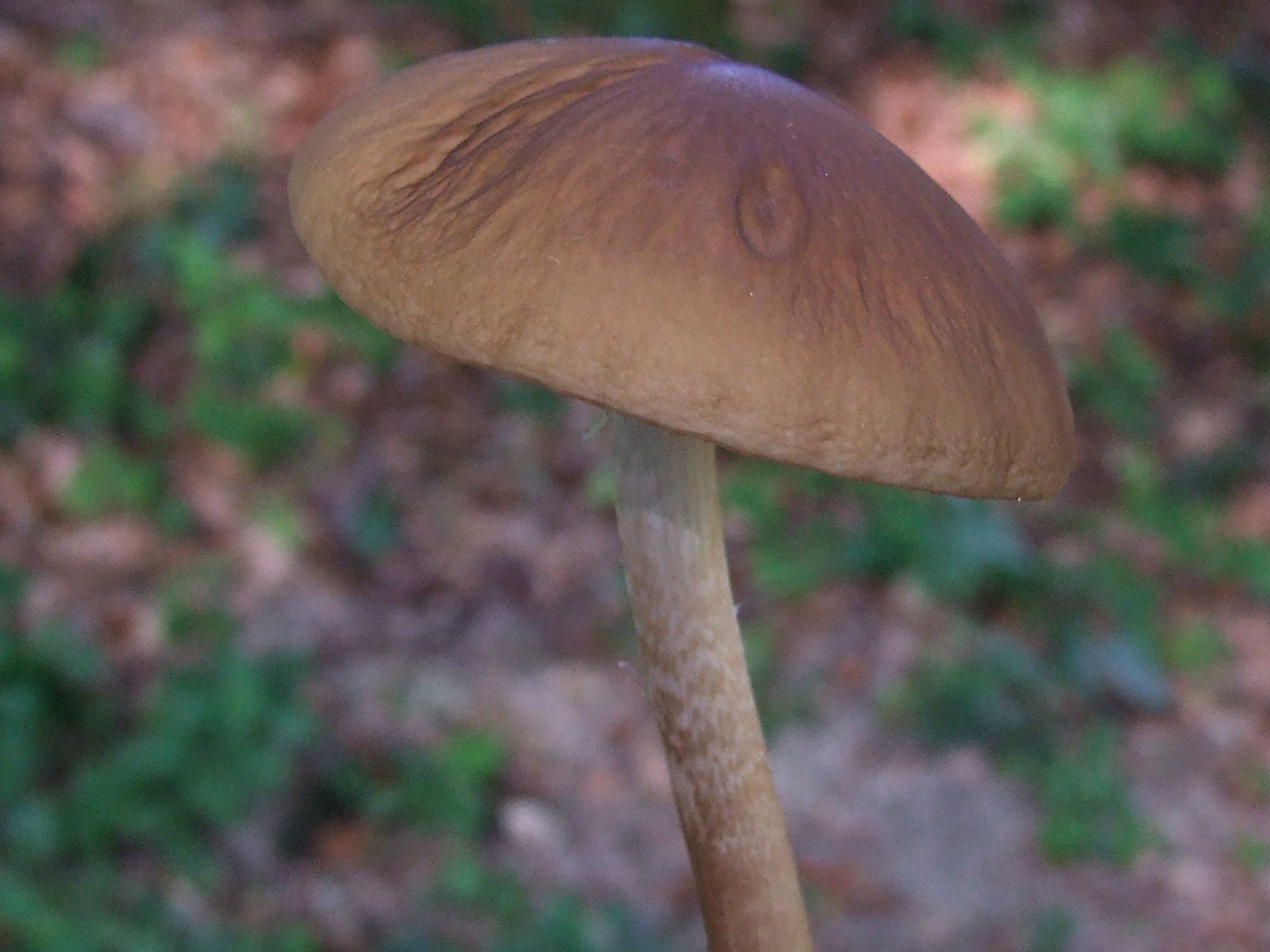
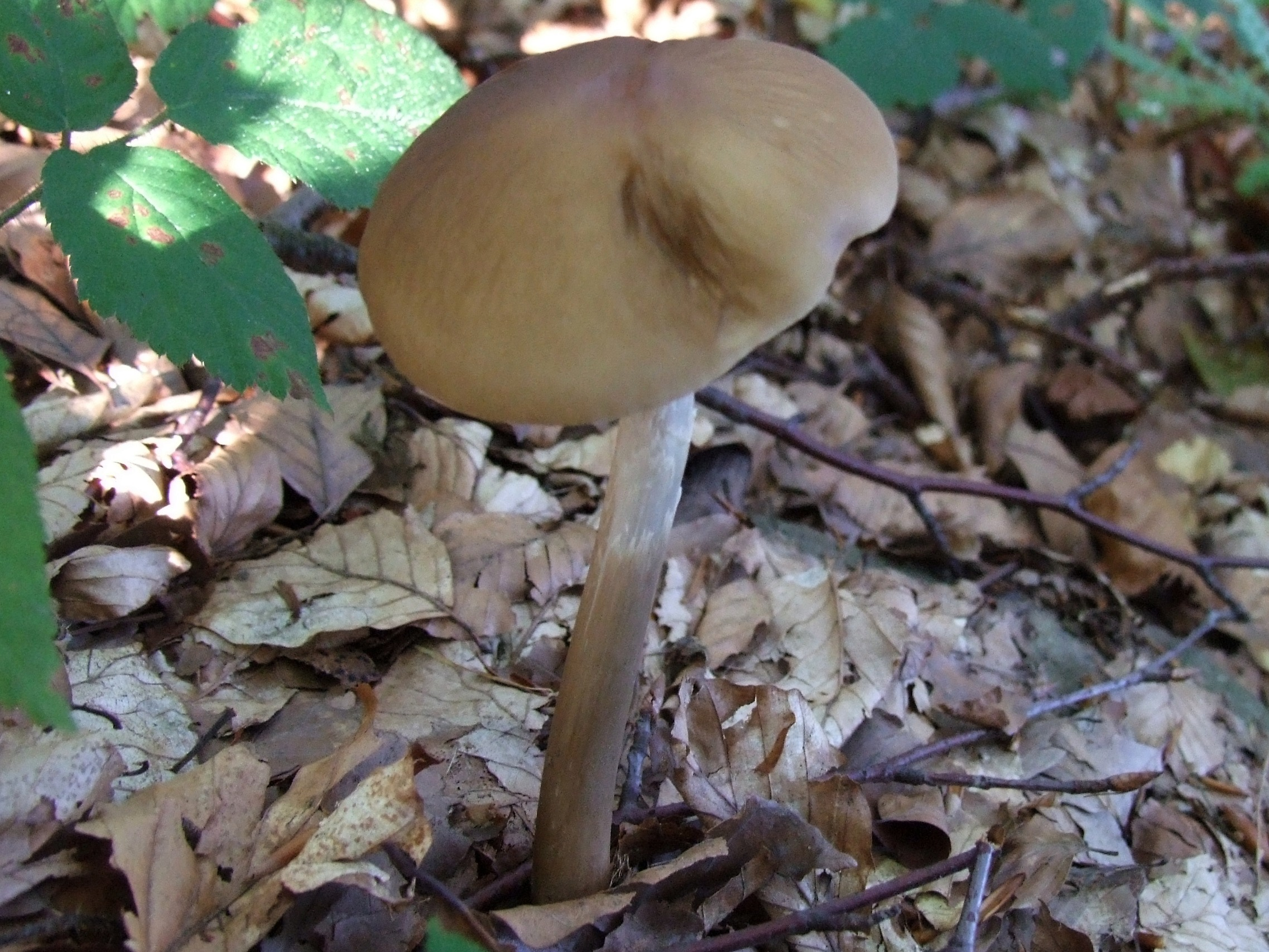